# Annidamento (embriologia)
L'annidamento o impianto è la terza e ultima fase dello sviluppo pre-embrionale nei mammiferi placentati, ossia del periodo comprendente le prime due settimane di sviluppo. L'annidamento ha luogo il 10º giorno dalla fecondazione negli esseri umani e consiste nella penetrazione della blastocisti nella mucosa uterina; è preceduta da altre due fasi quali la segmentazione e la fecondazione ed è seguita dalla gastrulazione (con la quale ha inizio il periodo di sviluppo embrionale, tra il 14º e il 15º giorno).

## Fasi di sviluppo pre-embrionale
L'incontro reale tra spermatozoo e cellula uovo si ha durante la fecondazione, che avviene, nella quasi totalità dei casi, nell'ampolla delle tube uterine. Nella specie umana la fecondazione si ha per monospermia, ovvero un solo spermatozoo entra nella cellula uovo e fonde il proprio nucleo con quello della cellula uovo matura. La gravidanza dura circa 38 settimane dal momento della fecondazione; il processo del parto inizia quando l'utero comincia a contrarsi.
Il periodo dalla terza all'ottava settimana di gestazione è indicato come periodo embrionale, mentre il tempo successivo, quando l'embrione ha assunto una forma visibilmente più umana, è chiamato periodo fetale.
Per i primi tre o quattro giorni dopo la fecondazione, lo zigote scende lungo le tuba di Falloppio assorbendo sostanze nutritive dalle secrezioni materne e andando incontro alle prime divisioni mitotiche. In questa prima fase si viene a formare la prima cellula del nuovo organismo, una cellula diploide totipotente; è del tutto indifferenziata e quindi capace diventare qualsiasi tipo cellulare.
Con la fase della segmentazione lo zigote va incontro a numerose divisioni cellulari in assenza di crescita diventando prima morula, ossia un gruppo di 16-32 cellule ammassate le une alle altre (che ricordano il frutto della mora), e in seguito, continuando il percorso nelle tube uterine, trasformandosi in blastocisti, tramite la formazione di una cavità interna piena di liquido (il blastocele) circondata dalle cellule dell'embrione.
Verso la fine della prima settimana la blastocisti si annida nell'utero e va ad aderire all'endometrio. Durante la seconda settimana di gravidanza inizia la gastrulazione, che si conclude con la formazione dei tre foglietti embrionali. A questo stadio di sviluppo, il disco embrionale è circondato dall'amnios e dal corion, tranne nel punto dove un peduncolo lo unisce alla parete interna del corion. Attraverso divisioni e migrazioni cellulari si forma sul disco embrionale una depressione, detta stria primitiva, che segnala il punto di inizio della gastrulazione e definisce anche l'asse antero-posteriore dell'embrione e, successivamente, la sua simmetria bilaterale. A questo livello, le cellule che migrano verso l'interno danno origine all'endoderma e al mesoderma. Gli annessi embrionali e i foglietti germinativi, le prime strutture che si formano nell'embrione, sono indispensabili per il completamento dello sviluppo embrionale e per la formazione dei tessuti.

## Annidamento
In seguito alla segmentazione, l'embrione si manifesta con la forma di una sfera cava che prende il nome di blastocisti; questa struttura è rotolata nella cavità dell'utero grazie all'aiuto delle ciglia che l'hanno mossa fino a farla posizionare con la massa cellulare interna appoggiata sulla mucosa dell'utero. A questo punto inizia la fase di annidamento e la blastocisti impianta le sue radici nella mucosa dell'utero, ancorandosi in modo tale da non potersi più spostare. L'annidamento, nella maggioranza dei casi, avviene sul fondo dell'utero (la parte più alta di quest'organo), anche se ci sono dei casi in cui avviene prima. Quando la blastocisti è ancora nelle tube uterine, l'annidamento avviene ugualmente perché la struttura delle tube uterine è praticamente uguale a quella dell'utero; questo è un caso di gravidanza extrauterina. Le prime fasi procedono senza complicazioni, però non è previsto che una tuba uterina, per quanto elastica possa essere, possa contenere né un feto né tanto meno un neonato. Il rischio che si corre è che ad un certo punto esse si rompano e che, essendo organi estremamente vascolarizzati, si possa avere una rischiosa emorragia. Proprio per questo motivo solitamente le gravidanze extrauterine vengono interrotte; una gravidanza di questo tipo può andare avanti solo se l'impianto di questa blastocisti è situato proprio allo sbocco della tuba uterina nell'utero. È però necessario controllare assiduamente l'andamento della gravidanza per vedere se embrione e placenta vanno a finire nell'utero, cosicché la gravidanza possa proseguire, altrimenti è necessario interromperla.
La blastocisti presenta una cavità piena di liquido, una massa interna di cellule da cui si formerà il feto e uno stato esterno di cellule detto trofoblasto (o sincizio-trofoblasto). Il trofoblasto secerne enzimi litici che permettono l'impianto della blastocisti nell'endometrio, lo strato cellulare che riveste internamente la cavità uterina. Questi enzimi litici hanno una funzione digestiva e permettono alla blastocisti di annidarsi; a contatto con la mucosa digeriscono la mucosa uterina e piano piano si scavano una specie di nicchia nella quale viene accolta la blastocisti. Il trofoblasto è costituito da estroflessioni costituite da cellule in attiva divisione che penetrano nell'endometrio, delle radici di annidamento, e mano a mano che si formano scendono un po' a caso nella mucosa uterina. Alcune si fondono tra loro generando delle nicchie contenenti tonaca propria; queste porzioni di tonaca propria vengono aggredite dagli enzimi, digerite (quindi rese liquide) e poi assorbite dal sincizio stesso e utilizzate come nutrimento. Quindi dal momento in cui inizia l'annidamento la nutrizione diventa istotrofica (il nutrimento è rappresentato da cellule della mucosa che vengono digerite).
Invece, durante la segmentazione e la gastrulazione l'embrione in sviluppo si nutre dalla secrezione delle ghiandole uterine o dei condotti uterini. Queste ghiandole producono un secreto (il cosiddetto "latte uterino") molto ricco di glicogeno. Alla fine, le cellule del trofoblasto faranno parte della placenta, organo che fornisce nutrimento e ossigeno all'embrione e gli consente di eliminare i rifiuti metabolici.
Nel punto in cui la blastocisti è penetrata, all'inizio dell'annidamento, si forma una specie di chiusura formata da fibrina.
Le ramificazioni del sincizio arrivano non solo a contatto con la parete dei vasi sanguigni della madre, ma addirittura, grazie all'azione degli enzimi litici, erodono la parete dei vasi sanguigni materni, e quindi il sinciziotrofoblasto si trova immerso direttamente nel sangue materno.
L'annidamento viene completato con l'erosione della parete dei vasi sanguigni materni, circa 14 giorni dopo la segmentazione. Quando i vasi sanguigni della madre vengono rotti, il sangue materno invade, con una certa pressione, le cosiddette lacune del sinciziotrofoblasto, cioè gli spazi vuoti lasciati dal tessuto digerito; queste lacune comunicano un po' tutte tra di loro. Poiché il sangue penetra con una certa pressione, passando tra una lacuna e l'altra e intorno al sincizio, può addirittura rompere il tappo di fibrina che si è formato nel punto di annidamento. Di conseguenza può succedere che si abbia una perdita di sangue nella cavità dell'utero, che, tramite le vie genitali femminili, esca all'esterno. Questa eventuale perdita di sangue si ha circa dopo 28 giorni dal flusso mestruale del ciclo precedente (14 giorni per maturare la cellula uovo + 14 giorni per completare l'annidamento dopo la fecondazione) e quindi può essere scambiata per un regolare flusso mestruale.

## Formazione degli annessi embrionali
Gli annessi embrionali sono strutture indispensabili per il completamento dello sviluppo embrionale del germe ma che, una volta arrivati al momento della nascita, vengono abbandonati poiché non servono più; sono detti anche membrane extraembroniali, poiché proteggono l'embrione. Gli annessi embrionali sono:
- l'Amnios
- Il sacco vitellino primario
- Il sacco vitellino secondario
- L'Allantoide
- Il Corion (Placenta)

Il primo annesso embrionale che si forma è l'amnios, che si forma per cavitazione; alcune cellule della massa cellulare interna vanno incontro ad apoptosi, cioè morte cellulare programmata. Si forma una cavità, in cui si distinguono una volta e un pavimento, chiamata cavità amniotica, ripiena di liquido secreto dagli amniociti. La volta rimane aderente al citotrofoblasto mentre il pavimento è formato da due strati di cellule: lo strato immediatamente a contatto con la cavità amniotica è il primo foglietto embrionale ed è una formazione dell'ectoderma, invece lo strato sottostante è dell'endoderma. Osservato dall'alto si vede come un disco, il cosiddetto disco embrionale, che corrisponde al pavimento dell'amnios. Nel disco embrionale compaiono alcune formazioni, come ad esempio la linea primitiva, una linea sagittale e, contemporaneamente, il germe, che da circolare diventa allungato. Questa linea primitiva è una specie di solco lungo il quale una serie di cellule dell'ectoderma sprofondano e si posizionano tra ectoderma ed endoderma. Alcune cellule dell'ectoderma scendono sotto l'ectoderma stesso ma si fermano prima dell'endoderma, cominciano a moltiplicarsi andando avanti e scivolando tra ectoderma ed endoderma.
Nella cavità amniotica è presente un liquido, il cosiddetto liquido amniotico, che ha la funzione di attutire gli urti e di impedire la disidratazione del feto. Il liquido è incomprimibile, perciò una pressione che si esercita su un punto viene suddivisa su tutta la superficie, in modo tale che l'urto risulti minore. Il liquido amniotico poi viene sfruttato per l'amniocentesi; in questo liquido vanno a finire le cellule dell'embrione per cui, studiando il liquido, si può vedere se ci sono difetti cromosomici grossolani come la trisomia 21 e molti altri.
Dalla parte opposta dell'amnios, dal cito-trofoblasto si differenzia un altro gruppo di cellule che danno luogo ad una lamina monostratificata, la quale comincia a moltiplicarsi rimanendo anch'essa su un unico strato e scivolando sul cito-trofoblasto. Queste due lamine si toccano, si vanno a fondere l'una nell'altra e si forma il sacco vitellino primario, la cui parete, quindi, è formata dall'endoderma e da questa membrana, che deriva dal citotrofoblasto. Sempre dal cito-trofoblasto si forma un altro strato di tessuto che si differenzia tra la membrana che si è appena formata e il citotrofoblasto, e le cellule di questo tessuto iniziano a moltiplicarsi e ad espandersi scivolando tra i due strati. Questo strato continua a crescere finché le due estremità non si saldano tra loro. Nella parte inferiore, il nuovo tessuto, il mesoderma extraembrionale (si trova al di fuori dell'embrione) va ad interporsi tra sacco vitellino primario, citotrofoblasto e sinciziotrofoblasto nella parte inferiore, e tra amnios e citotrofoblasto nella parte superiore. Questo mesoderma cresce molto velocemente, soprattutto nella parte intorno al sacco vitellino primario; quest'ultimo viene strozzato dalla crescita del mesoderma extraembrionale che cresce principalmente in corrispondenza del punto di contatto tra endoderma e la lamina monostratificata (quella con cui l'endoderma è andato a fondersi). Il sacco vitellino primario viene trasformato in una specie di clessidra, finché ad un certo punto viene staccata la membrana (lamina monostratificata) che si stacca perché le estremità dell'endoderma si fondono tra loro. Questa membrana viene staccata e poi scompare e l'endoderma si salda su sé stesso. 
Dentro il mesoderma extraembrionale cominciano a formarsi, per cavitazione (come per l'amnios), delle cavità piene di liquido le quali confluiscono l'una nell'altra fino a formare un'unica grande cavità. Quindi questo mesoderma extraembrionale va a costituire due lamine, la lamina parietale, quella più esterna che è accollata sempre al cito-trofoblasto, e la lamina viscerale, quella più interna, che va a costituire il sacco vitellino secondario accollandosi all'endoderma del sacco vitellino primario. La cavità rimane la stessa perché la parete del sacco vitellino primario è formata da endoderma e dalla membrana che si era formata dal citotrofoblasto; poi questa membrana viene staccata e riassorbita, le estremità dell'endoderma si saldano tra loro e all'endoderma si accolla il foglietto viscerale che si è formato dal mesoderma extraembrionale. Quando la parete non è più formata da endoderma e membrana, bensì da endoderma e foglietto viscerale del mesoderma extraembrionale, è definito sacco vitellino secondario. La differenza non risiede nella cavità, bensì nelle lamine che formano la parete: la parete del sacco vitellino primario è formata da un solo foglietto, che è l'unione tra endoderma e membrana, quindi è un unico strato di cellule. Dalla parete del sacco vitellino secondario si forma la maggior parte dei vasi sanguigni dell'embrione, i vasi vitellini. Mano a mano che si sviluppa, il sacco vitellino secondario viene un po' risucchiato all'interno dell'embrione e va a costituire una parte interna dell'embrione e una parte va, insieme all'allantoide, a costituire una parte del cordone ombelicale. 
La parete del sacco vitellino secondario è formata da un doppio strato di cellule, uno interno che è l'endoderma e uno esterno che è il foglietto viscerale e che deriva dalla proliferazione e dalla delaminazione del mesoderma extraembrionale. Una parte del foglietto viscerale si accolla all'endoderma e alla parete del sacco vitellino secondario, mentre l'altra parte si accolla alla parete dell'amnios. Dall'unione dell'amnios e del foglietto viscerale deriva il corion, la parte fetale della placenta, che costituisce l'inizio della formazione di essa. Alla formazione del corion partecipano anche il cito-trofoblasto e il sincizio-trofoblasto. La delaminazione del mesoderma extraembrionale non è ancora completa: si forma una grossa cavità, anche se nella parte posteriore del germe rimane "indelaminato". Questa parte di mesoderma extraembrionale "non delaminata" si chiama peduncolo d'attacco, e non si delamina perché altrimenti il germe rimarrebbe galleggiante all'interno, senza contatti con la mucosa uterina. L'evoluzione del peduncolo d'attacco porterà alla formazione del cordone ombelicale.
Dalla parte posteriore del sacco vitellino secondario, vicino alla giunzione amnio-ectodermica, si forma un'evaginazione, una sporgenza di questo ectoderma che diventa sempre più profonda ed entra dentro il peduncolo d'attacco: questa si svilupperà notevolmente e formerà l'allantoide, un'evaginazione della parete posteriore della parte del sacco vitellino secondario che entra nel peduncolo d'attacco. Dall'allantoide originano un'altra parte di vasi sanguigni, i cosiddetti vasi allantoidei.

## Foglietti germinativi
I foglietti germinativi, invece, sono le prime tre lamine di tessuto che si formano e si differenziano, e dalle quali si differenzieranno tutti i tessuti del nuovo individuo. Sono costituiti da:
- Ectoderma: (considerato il primo foglietto germinativo anche se si forma insieme all'endoderma) è il foglietto più esterno, dal quale derivano tutti gli epiteli di rivestimento composti (o stratificati) come ad esempio l'epidermide e la mucosa del cavo orale, mentre dall'endoderma derivano tutti gli epiteli semplici (o monostratificati), tra cui l'epitelio di rivestimento interno del tubo digerente. Il tessuto nervoso, invece, è una differenziazione dell'ectoderma.
- Endoderma: è il foglietto intermedio che dà origine allo scheletro, ai muscoli, agli organi dell'apparato circolatorio, dell'apparato riproduttore e urinario, e agli strati di tessuto connettivo del tubo digerente e del rivestimento corporeo.
- Mesoderma

Le cellule dell'ectoderma scendono lungo la linea primitiva e poi si allargano tra lo strato dell'ectoderma e lo strato dell'endoderma e si espandono in tutti i sensi. In avanti, poi si separano e formano le cosiddette ali mesodermiche che, nella parte anteriore dell'embrione, si risaldano tra loro isolando una zona centrale senza mesoderma. Quest'area inizialmente priva di mesoderma è la placca precordale, il punto in cui inizia a formarsi la corda dorsale che poi sarà sostituita dalla colonna vertebrale. È il punto di partenza dell'asse del nostro organismo. Nel punto in cui le ali mesodermiche si saldano, quindi nel margine anteriore dell'embrione, è situata l'area cardiogenica, il punto in cui si avrà l'abbozzo del cuore. Per quanto riguarda invece la formazione del sistema nervoso, nell'ectoderma si forma un solco longitudinale, analogamente alla formazione della linea primitiva, dalla testa alla coda. Ai lati di questo solco l'ectoderma si solleva formando due creste che poi si saldano tra loro e vanno a costituire una specie di tubo, un canalicolo che è l'abbozzo del sistema nervoso centrale, il tubo neurale, inizialmente aperto sia anteriormente sia posteriormente, per mezzo del neuroporto anteriore posteriore, i quali successivamente si chiudono. 
Longitudinalmente, c'è una vescicola cerebrale che è l'abbozzo dell'encefalo, e il resto che è l'abbozzo del midollo spinale. Molto spesso la vescicola cerebrale si suddivide in 3 vescicole:
- Prosencefalo (emisferi cerebrali)
- Mesencefalo (tronco cerebrale)
- Romboencefalo (cervelletto)

L'evoluzione del mesoderma embrionale è legata strettamente all'evoluzione dell'amnios. L'amnios all'inizio è situato al di sopra del germe, quando il germe è ancora allo stato bilaminare. Poi la vescicola amniotica si amplia, cresce in tutti i sensi piuttosto velocemente e va a delimitare la forma dell'embrione che dapprima diviene allungata in senso antero-posteriore e non è più laminare. Continuando a svilupparsi, la vescicola amniotica che è cresciuta in tutti i sensi intorno all'embrione, si stringe poi ventralmente sotto l'embrione in corrispondenza di quello che diventerà l'ombelico. Il peduncolo d'attacco, l'unica parte non delimitata dal mesoderma extraembrionale, che all'inizio, nel germe, era posteriore, dopo che l'amnios si è espanso e ha delimitato le forme dell'embrione, va a ritrovarsi ventralmente in corrispondenza anch'esso dell'ombelico. Nell'interno del magma reticolato (reticolo extraembrionale) del peduncolo d'attacco che si sta trasformando per diventare il cordone ombelicale, si trova l'allantoide e il residuo del sacco vitellino secondario, ovvero quella parte che non è stata risucchiata dall'embrione. Grazie all'evoluzione dell'amnios, il germe passa alla fase tridimensionale e prima assume una forma allungata a bastoncino; successivamente si formano la curva cefalica e la curva caudale. La parte della testa di questo bastoncino, quella che sarà la testa, si ripiega al di sotto e all'indietro di 120° e la parte posteriore fa la stessa cosa. L'embrione assume una forma a C e si può propriamente parlare di embrione: l'embrione non è più asside ma ripiegato a C. Proprio per la curvatura cefalica, l'area cardiogenica, che prima si trovava davanti alla membrana bucco-faringea, va a finire dietro e sotto la membrana bucco-faringea e quindi nella posizione in cui poi si svilupperà il cuore.
Contemporaneamente il mesoderma embrionale si evolve e va a distribuirsi in tre zone: due parti dorsali dette epimeri, due parti laterali dette mesomeri, e due parti ventrali dette ipomeri. Successivamente gli epimeri si segmentano in tante parti uguali procedendo da avanti indietro e danno i cosiddetti somiti, che sono divisibili in segmenti uguali tra loro nella parte dorsale dell'embrione. Da questi somiti derivano tutte le formazioni mesodermiche metameriche, cioè quelle parti che si ripetono un certo numero di volte quasi uguali tra loro (ad esempio i vermi sono organismi metamerici, poiché sono formati da segmenti uguali o quasi tra loro). Nel nostro organismo, ad esempio, ci sono le vertebre e i muscoli intervertebrali, muscoli che collegano tra loro longitudinalmente e trasversalmente le vertebre. Dalla segmentazione dell'ipomero si formano, come strutture metameriche, la parete addominale anteriore, cioè il muscolo retto dell’addome, formato da due o tre serie di tratti uguali tra loro. Dalla segmentazione del mesomero, invece, derivano le costole e i muscoli intercostali. Dal mesomero derivano anche alcuni visceri, naturalmente pari, tipo i reni, i surreni e lo stroma delle gonadi, maschile e femminile, le quali si formano nella stessa posizione nella cavità addominale (il testicolo poi si porta all'esterno, mentre l'ovaia rimane dove si è formata). La fase successiva alla formazione dei foglietti germinativi è detta organogenesi, ed è la fase in cui avviene la formazione degli organi. I foglietti embrionali si suddividono in sotto popolazioni di cellule, che si differenziano nella struttura e nella funzione, diventando i diversi tipi di tessuti e di organi. 
Nell'ultimo stadio, la crescita e la specializzazione dei tessuti, gli organi aumentano di dimensione e acquisiscono le loro particolari proprietà strutturali e funzionali. Questo stadio prosegue fino alla maturità e alcune sue caratteristiche hanno dato luogo allo sviluppo della cosiddetta legge biogenetica fondamentale Essa dice che l'ontogenesi, ovvero lo sviluppo embrionale, non è altro che una ricapitolazione, un veloce riassunto della filogenesi, lo sviluppo della specie. In altre parole, durante lo sviluppo embrionale, un individuo ripercorrerebbe velocemente le tappe principali che l'hanno portato a quello stadio di evoluzione. In certi stadi abbastanza primitivi, ma già nell'embrione, si abbozzano delle formazioni di intestino cefalico, che sono archi, tasche branchiali e solchi bronchiali. Queste formazioni ricordano molto la situazione dei pesci: lateralmente, nella regione del collo dell'embrione, si vengono ad abbozzare dei solchi, delle striature. Supponendo di sezionare l'embrione, si constaterebbe che esternamente si vedono i solchi bronchiali intercalati a delle porzioni solide, gli archi. Internamente, nella parte cefalica dell'intestino, in corrispondenza dei solchi abbiamo delle concavità, delle tasche; quindi ad ogni solco corrisponde una tasca. Nei pesci si aprono e danno origine alle fessure branchiali, mentre nel nostro organismo si evolvono e vanno a costituire diverse parti del cranio, oppure alcune parti della laringe o addirittura alcune ghiandole. Oggi queste somiglianze sono studiate con la biologia evolutiva dello sviluppo, mentre la teoria della ricapitolazione vera e propria è stata abbandonata.